# Phare California
Le phare California est un phare actif situé près de la plage Arashi à Noord, au nord-ouest de l'île d'Aruba, Territoire néerlandais d'outre-mer des Pays-Bas. Il est géré par l'Aruba Ports Authority.
En 2015, le bâtiment a été classé Grade aux Monuments Fund Aruba, qui l'a rénové.

## Histoire
Le phare a été conçu en 1910 par un architecte français et construit entre 1914 et 1916 à partir de roches blanches locales. En 1970, le phare a été relié au réseau électrique et automatisé. La maison des gardiens, à proximité, abrite aujourd'hui un restaurant.
Le phare porte le nom du bateau à vapeur California qui avait coulé le 23 septembre 1891 au large des côtes. Le phare est entouré par les dunes de sable d'Hudishibana. En 2011, la tour a reçu une nouvelle couche de peinture. À l'origine, il avait un plâtre extérieur blanc et était également connu sous le nom de Faro Blanco.
Après sa restauration, le phare a été officiellement rouvert le 26 août 2016 après avoir été fermé pour travaux pendant de nombreuses années. Depuis le 5 septembre 2016, il peut à nouveau être gravi par les touristes.

## Description
Ce phare est une tour cylindrique à claire-voie, avec une double galerie et lanterne de 30 m de haut, sur une base octogonale. Le phare est totalement blanc et la lanterne est noire. Il émet, à une hauteur focale de 114 m, deux éclats blancs et rouges selon secteurs de deux secondes par période de 10 secondes. Sa portée est de 19 milles nautiques (environ 35 km).
Identifiant : ARLHS : ARU-001 - Amirauté : J6330 - NGA : 15850 .
|        |
| Aruba. |

|           |
| Le phare. |

|                      |
| Restauration (2017). |

### Lien connexe
- Liste des phares du Territoire néerlandais d'outre-mer